# Trigonostemon diplopetalus
Trigonostemon diplopetalus är en törelväxtart som beskrevs av George Henry Kendrick Thwaites. Trigonostemon diplopetalus ingår i släktet Trigonostemon och familjen törelväxter.
Artens utbredningsområde är Sri Lanka. Inga underarter finns listade i Catalogue of Life.